# Villiers-Saint-Frédéric
Villiers-Saint-Frédéric è un comune francese di 2 818 abitanti situato nel dipartimento degli Yvelines nella regione dell'Île-de-France.

## Storia

### Simboli
Lo stemma comunale riunisce i blasoni delle famiglie degli antichi Signori di Villiers-Cul-de-Sac: de Meneau (d'oro, a tre api di nero), de Rouville (d'azzurro, seminato di biglietti d'oro, a due  gobioni dello stesso) e Phélypeaux (d'azzurro, seminato di quattrofoglie d'oro, al quartier franco d'armellino).

## Società

### Evoluzione demografica
Abitanti censiti